# Гравіметричні одиниці вимірювань
Гравіметричні одиниці вимірювань (англ. gravimetric measurement units; нім. gravimetrische  Mabeinheiten  f) — основною характеристикою гравітаційного поля Землі є потенціал прискорення сили ваги (розмірність у системі SI — м²с−2), який безпосередньо не вимірюється. За одиницю прискорення сили ваги в СГС прийнято  1 Гал = 1 см с−2 (названо на честь Г.Галілея, який вперше виміряв цю величину). В практиці вимірювань застосовують частки від основної одиниці Гал.
Інші похідні потенціалу прискорення сили ваги мають розмірність градієнта сили ваги (С−2). Одиницею вимірювань цієї величини є 1Е (етвеш, названо на честь угорського фізика Р. Етвеша, який розробив теорію і запропонував конструкцію приладу для вимірювання похідних потенціалу сили ваги).
Зміна сили ваги на 1 м Гал на віддалі 10 км дорівнює 1Е.